# Vindspel

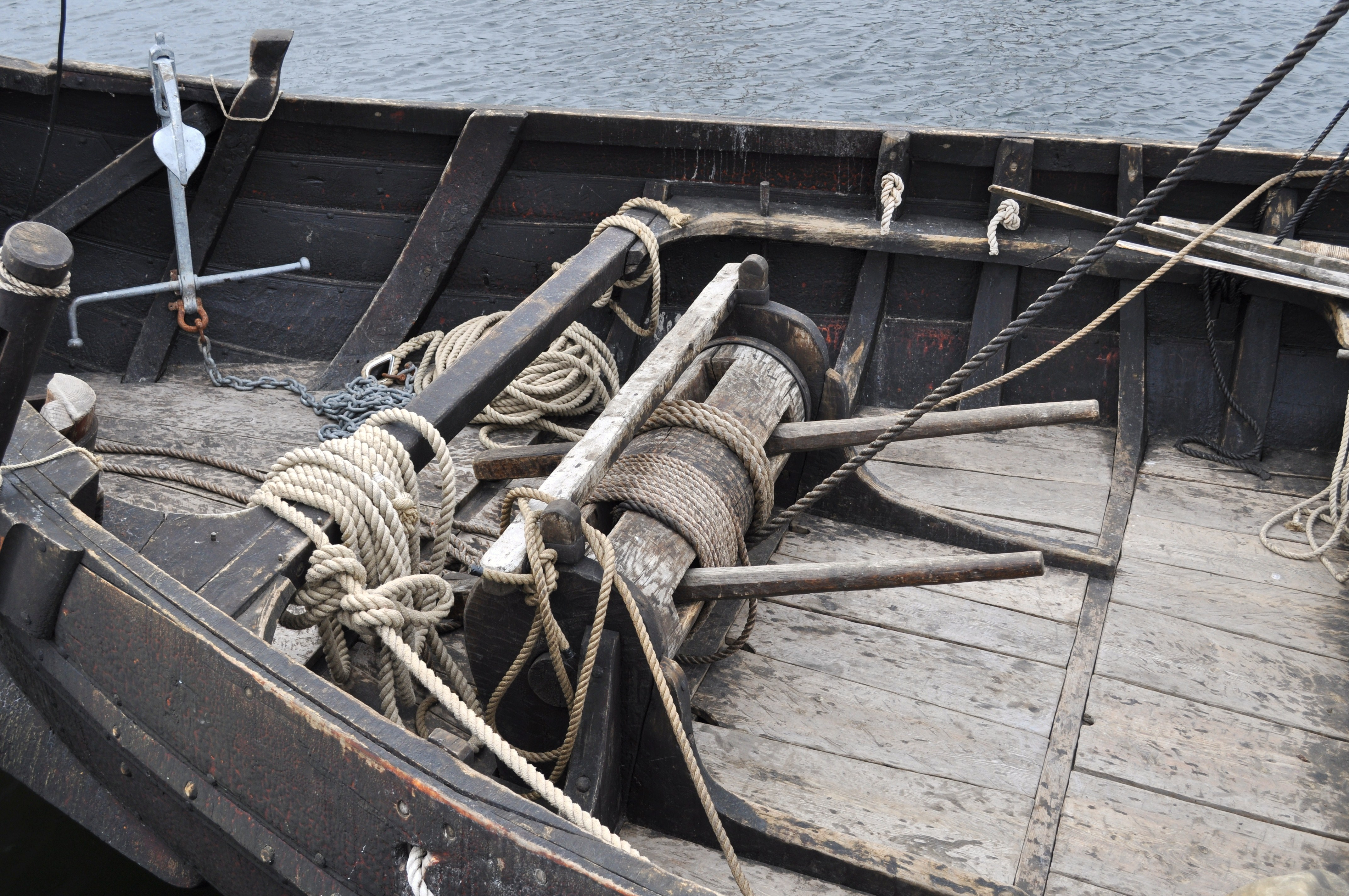
Vindspel här på Ottar av Roskilde, rekonstruktion av Skuldlev 1 vid Vikingaskeppsmuseet

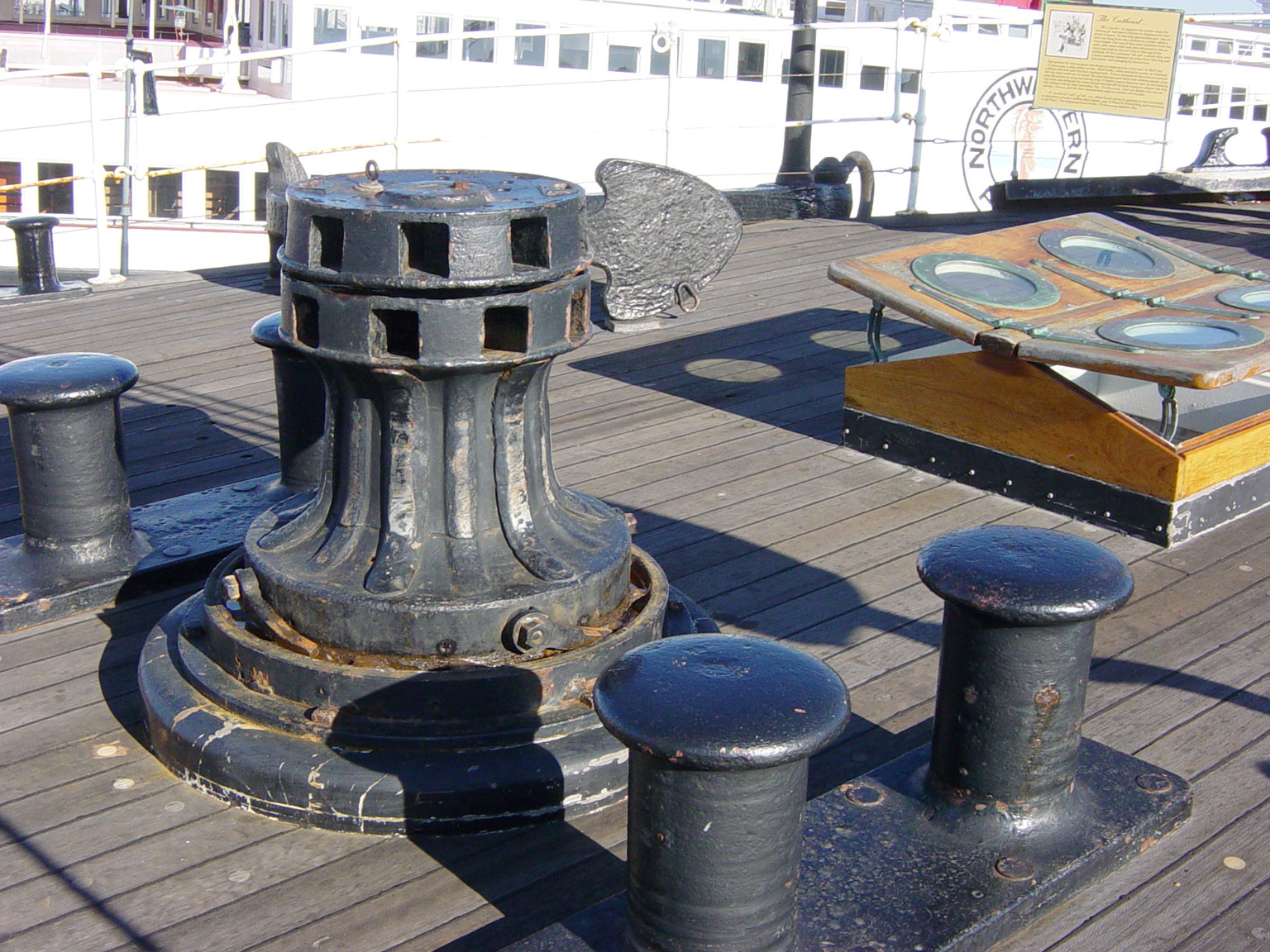
Gångspel (kapståndare) av relativt modern typ. Drivs runt med stänger som sticks in i hålen upptill.

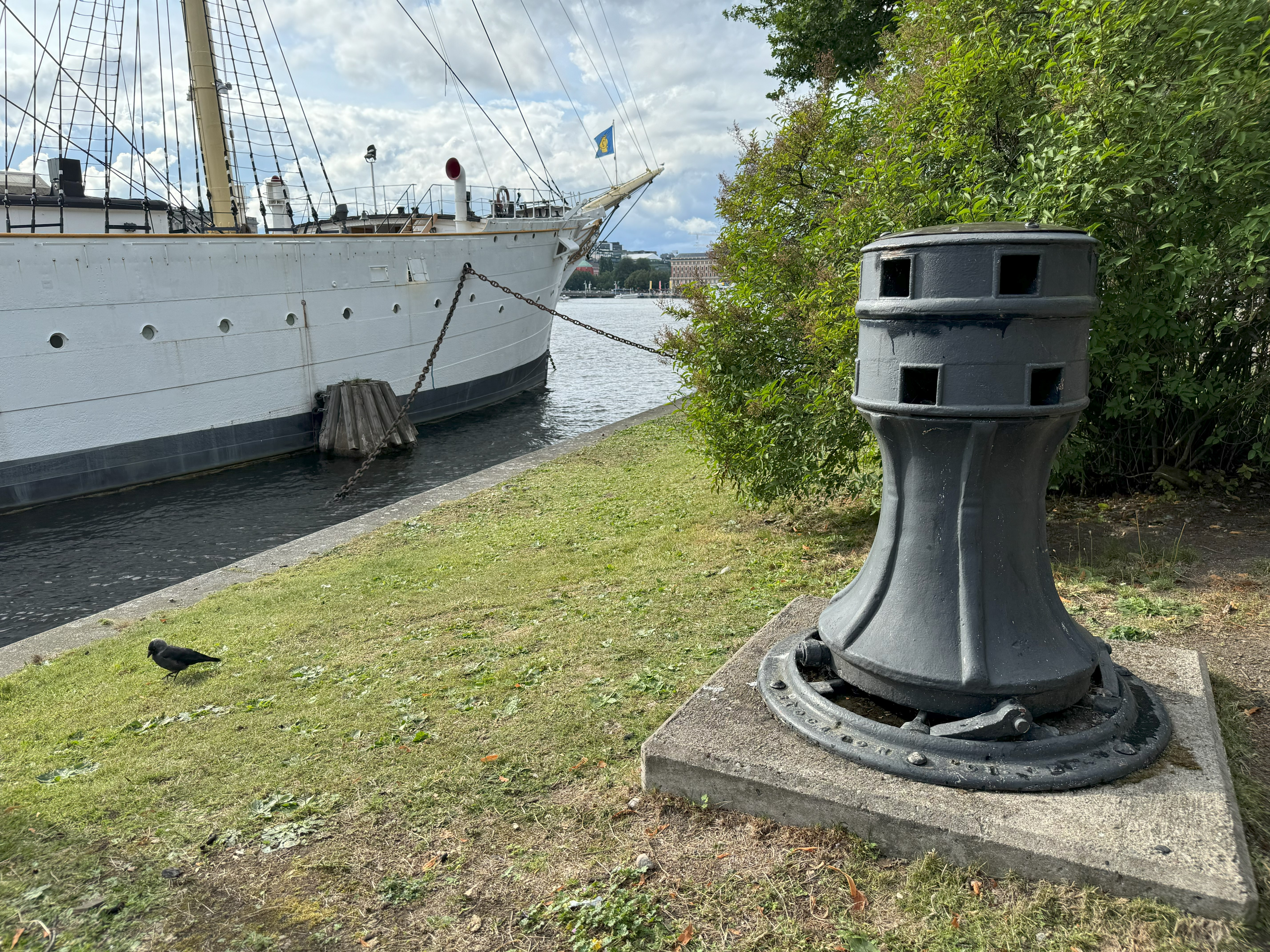
Gångspel från HMS af Chapman (1888), placerat intill fartyget på Skeppsholmen i Stockholm.

Ett vindspel är en enkel handdriven vinsch för upplyftning eller förflyttning av last. I det traditionella utförandet består oftast vindspel av en vals av trä kring vilken en lina eller en kedja för lasten upplindats och ett hjul runt vilket motviktskraften överförs. Valsen och hjulet ligger på samma axel. Vindspel användes i kvarnar, lagerhus med mera. En annan typ av vindspel användes för att spänna armborst.
Gångspel är en variant där valsen är vertikal och lyftkraften överförs genom horisontella armar. Gångspel användes förr oftast för att vinscha upp ankaret på fartyg och kallades då ofta ankarspel.
En variant där valsen i stället är horisontal och lyftkraften överförs till en horisontal axel vilken drivs med upp- och nedåtgående rörelser kallas bråspel eller pumpspel. Förutom handdrivna varianter finns även sådana som är drivna med ånga. Bråspel användes både för att hissa eller sänka ankare eller för att hissa eller hala segel.